# 原田商事
满洲国法人原田商事株式会社是一家曾存在于满洲国，总部位于奉天市的贸易公司。

## 概况
作为满洲国法人的原田商事株式会社设立于1938年，总部位于奉天，设立时资本金为100万日元。在设立时，它是日本法人合名会社原田组的子公司。当时的奉天是满洲国工业的中心，有大量日本资本的工厂，为了满足原材料的需求，从事金属材料、部件贸易的原田组选择在奉天建立满洲国子公司。:227,228
在关东州设有日本法人原田商事株式会社，两者名称相同。满洲国法人原田商事的前身是日本法人原田商事的奉天支店:78；满洲国法人原田商事成立后，两者为原田组旗下的姐妹公司。1942年，日本法人原田商事株式会社合并了原田组，因而成为满洲国法人原田商事株式会社的母公司。
1945年日本战败，满洲国灭亡，原田商事随之结业。1946年，其原来的母公司在日本以“日本法人原田商事株式会社”之名重新注册。

## 关联公司
原田商事曾投资设立满洲亚铅镀株式会社（总部鞍山）、抚顺精机工业株式会社、原田冷冻机株式会社等公司。:331
日本法人原田组在满洲还有其他的子公司。日满涂料株式会社成立于1933年，从事涂料生产。该公司设立者为原田组的原田猪八郎。该公司在1934年被日本涂料收购。:144